# Supercopa de la CAF 2013
La Supercopa de la CAF 2013  fue la 21.ª edición de la Supercopa de la CAF. El encuentro organizado por la Confederación Africana de Fútbol fue disputado entre el vencedor de la Liga de Campeones de la CAF y el vencedor de la Copa Confederación de la CAF.
El partido se disputó entre el Al-Ahly de Egipto
, campeón de la Liga de Campeones de la CAF 2012, y el Léopards de Dolisie de Congo, vencedor de la Copa Confederación de la CAF 2012, el encuentro fue disputado en el Estadio Borg El Arab de la ciudad de Alejandría, Egipto, el 23 de febrero de 2013.
Al-Ahly ganó el partido 2–1, ganando su quinto título de la Supercopa de la CAF, tras las ecidiones 2002, 2006, 2007 y 2009.

## Participantes
- Al-Ahly
- Léopards de Dolisie

## Estadio
| Alejandría           | Alejandría |
| -------------------- | ---------- |
| Estadio Borg El Arab | Alejandría |

## Partido
| 23 de febrero de 2013 | Al-Ahly                  | 2-0     | Léopards de Dolisie | Estadio Borg El Arab, Alejandría, |                                 |
| 11:30                 | Hesham 55' · Barakat 70' | Reporte | Bhebey 77'          | Árbitro(s): Bakary Papa Gassama   | Árbitro(s): Bakary Papa Gassama |